# Spoření

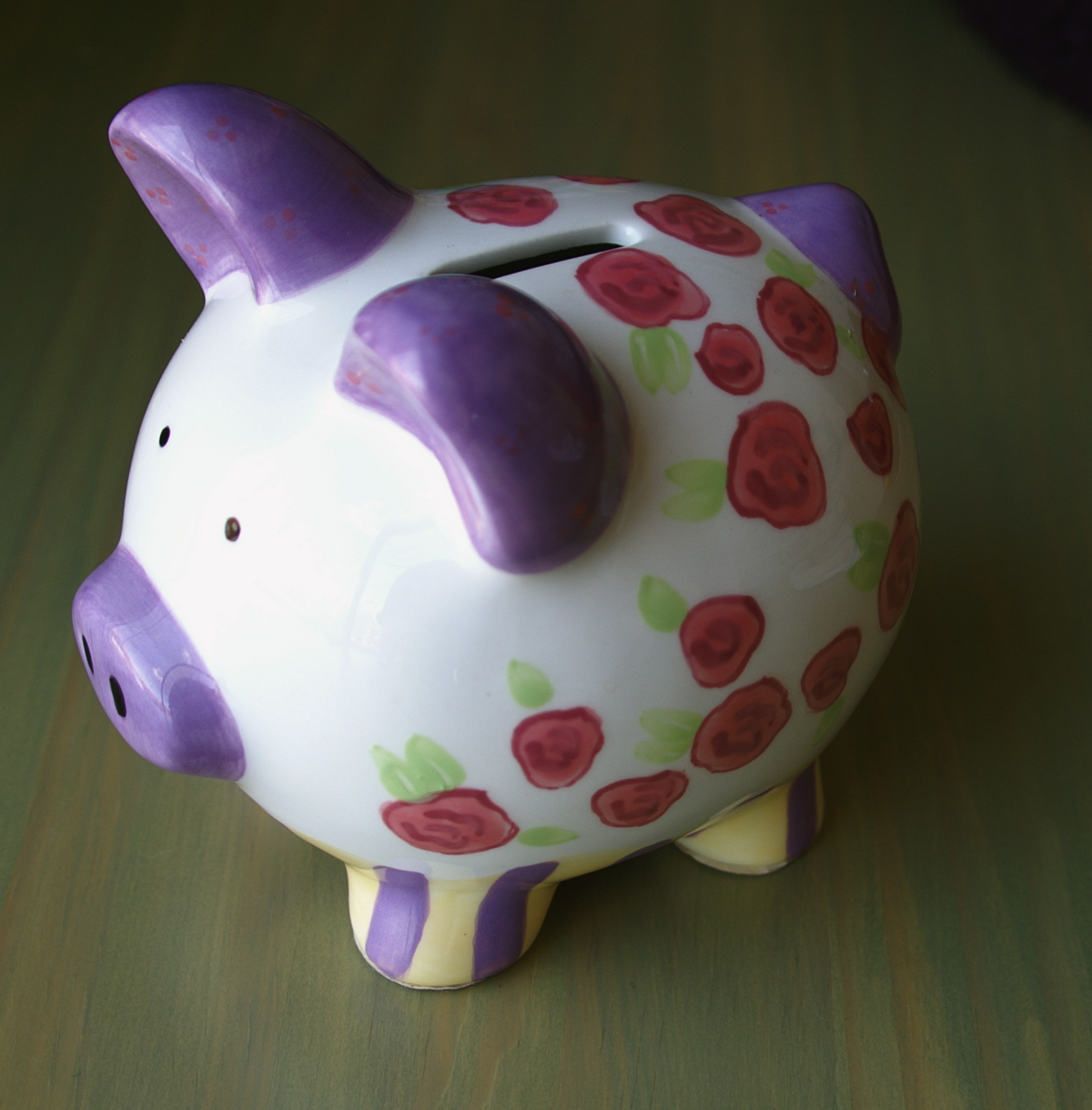
Prasátko jako pokladnička na úspory

Spoření je činnost, kterou vznikají úspory. Člověk spoří, pokud odkládá spotřebu a část svých čistých příjmů neutratí. Spořením vzniká majetek, případně kapitál. Protikladem úspor jsou dluhy.

## Ekonomie
V ekonomii se spoření definuje jako rozdíl mezi disponibilními příjmy a výdaji na spotřebu a měří se objemem peněz za nějakou dobu (měsíc, rok). Podíl spoření na celkovém příjmu za určitou dobu se nazývá míra úspor. Míra hrubých úspor domácností v EU činí přibližně 11%. Spořením člověk zvětšuje svůj majetek, který se naopak zmenšuje výběry, inflací a podobně.
Pokud člověk uchovává své úspory doma, v pokladničce nebo ve slamníku, jsou tyto prostředky vyňaty z oběhu a nemohou sloužit jako investice. Představují vlastně bezúročnou půjčku státu (národní bance). Pokud je uloží do banky, banka je půjčí tomu, kdo je potřebuje a je ochoten za ně zaplatit úrok. Tím se peníze dostávají do oběhu, slouží ekonomickému životu a majitel je za to odměňován úrokem. Tento úrok (resp. úroková míra) musí být nižší než ta, kterou bance platí její dlužník, neboť z tohoto rozdílu (tzv. úroková marže) se financuje provoz banky, pojištění rizik i zisk jejích majitelů.
Majitel úspor se může rozhodnout, jakým způsobem své peníze uloží, a volí mezi likviditou, jistotou a výnosností. Běžný vklad v bance má vysokou likviditu (peníze lze kdykoli vybrat a použít), velkou jistotu čili nízké riziko a poměrně nízkou výnosnost. U termínovaných vkladů je výnosnost vyšší, ovšem za cenu snížení likvidity. Při nákupu cenných papírů, zejména akcií volí nízkou likviditu (cenný papír se musí nejprve prodat, než se peníze dají použít k jinému účelu), vysoké riziko a obvykle vysokou výnosnost.

## Alternativní spoření
Vzhledem k tomu, že tradiční spořicí účty na vkladní knížku jsou nyní úročeny jen o málo lépe než téměř vůbec, hledá stále více jednotlivců lépe úročené alternativy. Mezi ně patří účty peněžního trhu, další možnosti bankovních produktů jako jsou termínované vklady nebo například i FinTech platformy (například P2P půjčky, crowdfunding atd.). V posledních letech také stoupá počet lidí, kteří si pravidelně spoří do bitcoinu. Proč Bitcoin? Bitcoin je první a nejpoužívanější kryptoměna. Jedná se o nejlépe zhodnocující se aktivum posledního desetiletí, kdybyste v roce 2013 investovali 1 000 Kč, tak dnes by hodnota Vaší investice činila asi 255 541 Kč. Bitcoin si nemusíte kupovat celý, stačí koupit jeho malou část, za pár korun. Jedním z poskytovatelů spoření do bitcoinu je například tuzemské Coinwage.

## Makroekonomie
Z makroekonomického hlediska se souhrn úspor rovná objemu investic. Podíl úspor (osob, firem i vlády) na HDP, vyjádřený v procentech, se nazývá národní míra úspor. Vyšší míra úspor je výhodná, ale jen do určité míry: příliš vysoká míra úspor může oslabit poptávku a tím způsobit recesi hospodářství. Tomu se někdy říká paradox úspor. 